# Pavao Löw
Pavao Löw, poslije Drugog svjetskog rata promijenio je ime u Pavle Levković (Zagreb, 1910. – Dubrovnik, 1. siječnja 1986.) bio je hrvatski nogometaš i nogometni reprezentativac.

### Reprezentativna karijera
Za nogometnu reprezentaciju Kraljevine Jugoslavije odigrao je tri utakmice.